# Olle Lanner
Olof Gustaf Reinhold „Olle” Lanner (Svédország, Dalarna megye, Borlänge, 1884. december 30. – Stockholm, 1926. július 26.) olimpiai bajnok svéd tornász.
Részt vett az 1908. évi nyári olimpiai játékokon, egy torna versenyszámban, a csapat összetettben és a svéd válogatottal aranyérmes lett.
Klubcsapata az Stockholms GF volt.